# Río Shilka
El río Shilka (también transcrito como Chilka o Silka) (en ruso, река Шилка) es un río ruso ubicado en el Krai de Zabaikalie, zona oriental de Rusia. Es un afluente del río chino-ruso Amur que se forma al confluir el río Onon y el río Ingodá. Tiene una longitud de 560 km y drena una cuenca de 206 000 km². El sistema fluvial Amur—Shilka—Onon tendría una longitud de 4464 km (2874+560+1032), que lo situarían entre los 10 ríos más largos del mundo. Administrativamente, el río discurre íntegramente por el krai de Zabaikalie de la Federación Rusa.

## Geografía

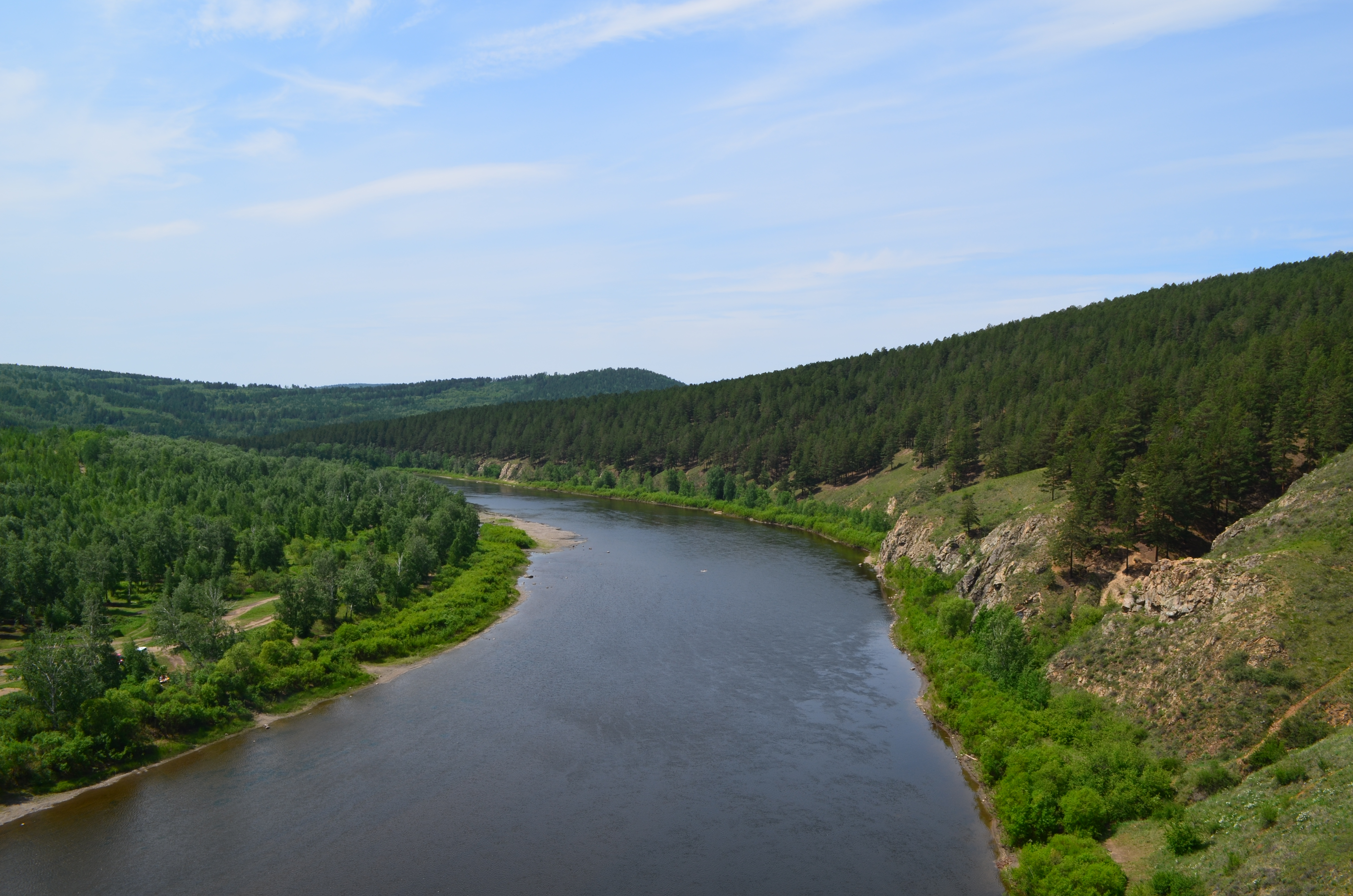
Vista del río Ingodá que, junto con el río Onon, da lugar al Shilka

El río Shilka, el más largo de los que atraviesan la región de la ciudad homónima de Shilka (14 169 habitantes en 2008), nace en el este de Siberia, en la Rusia asiática, en la confluencia de los ríos Onon e Ingodá, 65 km al oeste de Xilinji, capital de la región china de Mohe. El río discurre por un amplio y profundo valle entre las sierras de las montañas Borščovočnyj, al sureste, de las montañas Čerskij y la meseta de Olëkma, al noroeste, mantenimiento una dirección sensiblemente noreste hasta la confluencia con el Argun, dando nacimiento al río Amur. Debido a la estrechez del valle, no recibe grandes afluentes, con excepción de las dos fuentes que lo forman. 
Las ciudades más importantes situadas a orillas del Chilka son Sretensk (7930 hab. en 2008), Nertchinsk (14 225 habitantes en 2008) y Mogocha (13 282 habitantes en 2002), en Rusia. El río es cruzado por la línea del ferrocarril Transiberiano. Sus principales afluentes son los ríos Nercha (Нерча, de 580 km y una cuenca de 27 500 km²), Kuenga (Куэнга) y Negro (Чёрная), todos por la izquierda.
A partir de Nertchinsk, el río Shilka es navegable, excepto desde finales de octubre a finales de abril o principios de mayo, cuando está congelado.

## Hidrometría
El caudal del río Chilka se ha observado durante 50 años (1936-85) en Tchassovaïa, situada a unos 60 kilómetros de la confluencia con el Argun.
En Tchassovaïa, el caudal medio anual en ese período fue de 503 m³/s, con un área drenada de 200 000 km², casi el 95% de la cuenca total del río. 
La lámina de agua en la cuenca alcanzó la cifra de 79 mm por año, que puede considerarse bastante pobre, y está vinculada a la escasez de precipitaciones registradas en la mitad meridional de la cuenca. 
El promedio mensual observado en marzo (mínimo de estiaje) es 5,25 m³/s, o menos del 0,5% de la media para el mes de agosto (1.175 m³/s), lo que pone de relieve la magnitud extremadamente alta de las variaciones estacionales. En el período de observación de 50 años, el caudal mínimo mensual observado fue de 0,89 m³/s, en marzo de 1969, mientras que el caudal máximo mensual fue de 4.060 m³/s en julio de 1958. 
En lo que respecta al periodo estival, libre de hielo (meses de mayo a octubre), el caudal mínimo mensual observado fue 258 m³/s en octubre de 1966 y octubre de 1972, un nivel todavía abundante. Un caudal mensual estival inferior a 250 m³/s es bastante excepcional. 
| Caudal medio mensual del Chilka en la estación hidrométrica de Tchassovaïa (Datos en el período de 50 años, 1936-85, en m³/s) |
| |

## Trivia
El ZSU-23-4 es un sistema antiaéreo ruso conocido como Shilka.